# Saint-Aubin (Giura)
Saint-Aubin è un comune francese di 1 812 abitanti situato nel dipartimento del Giura nella regione della Borgogna-Franca Contea.

## Società

### Evoluzione demografica
Abitanti censiti